# فاديم بوريسوف
فاديم بوريسوف (الروسية: Борисов, Вадим Вадимович) مواليد 30 أبريل 1955، هو لاعب كرة مضرب روسي سابق وكان يلعب باليد اليمنى.

## النهائيات

### الفردي: (1)
| الرقم | السنة | الدورة              | الأرضية | المنافس في النهائي | النتيجة في النهائي |
| ----- | ----- | ------------------- | ------- | ------------------ | ------------------ |
| 1.    | 1984  | تارفيمونده، ألمانيا | ترابية  | أليخاندرو غانزابال | 7–5, 7–5           |

## الميداليات
| الميدالية | المسابقة                      |
| --------- | ----------------------------- |
| ذهبية     | الألعاب الجامعية الصيفية 1979 |
| ذهبية     | الألعاب الجامعية الصيفية 1979 |
| فضية      | الألعاب الجامعية الصيفية 1981 |
| برونزية   | الألعاب الجامعية الصيفية 1981 |
| برونزية   | الألعاب الجامعية الصيفية 1977 |

## روابط خارجية
- فاديم بوريسوف على موقع رابطة محترفي التنس (الإنجليزية)
- فاديم بوريسوف على موقع الاتحاد الدولي لكرة المضرب (الإنجليزية)
- فاديم بوريسوف على موقع كأس ديفيز (الإنجليزية)
- فاديم بوريسوف على موقع خلاصة التنس.كوم (الإنجليزية)